# Albín Lhota
Albín Lhota (16. prosince 1847 Kunratice – 19. března 1889 Praha) byl český malíř, především krajinář.

## Život
Narodil se v Kunraticích u Prahy. Jeho otec Václav Lhota byl statkář, rodem z Kutné Hory. Malířův strýc Antonín Lhota byl malířem a profesorem na pražské Akademii. Dle Prokopa Tomana Albín Lhota jako velice mladý v letech 1863-1867 studoval malířství na pražské malířské Akademii. V tomto období vyučovali končící profesoři Eduard Engerth a Max Haushofer a nově příchozí profesor Emanuel Rom. Následně pokračoval ve studiu v německém Výmaru na tamější akademii (Großherzoglich-Sächsische Kunstschule Weimar, zal. 1860). Profesorem krajinářské speciálky na výmarské Akademii byl v tomto období Carl Hummel. Ve Výmaru studoval zřejmě do r. 1870 (dle uvedených údajů na výstavách Krasoumné jednoty).
Albín Lhota byl ženatý. S manželkou Hedwigou (roz. Leichnerovou) bydleli na Žižkově a měli syna Gottlieba (nar. 1872) a dceru Adelheid (nar. 1874). Podle vlastního vyjádření ve svém nejtěžším období „osm roků za sebou neobědval“. Dle Josefa Thomayera „byl typem české bohémy – to jest nadaného umělce, plahočícího se v nouzi“. Materiální podmínky nepříznivě působily na jeho tvorbu, která se omezovala na menší formáty malované převážně na kartony a prkénka, zřídka na plátno. Své malé obrázky údajně v nouzi prodával po dvou zlatých. 
Na Výročních výstavách Krasoumné jednoty vystavil v roce 1870 obraz Landschaft aus Thüringen, v r. 1871 obraz Krajina a v r. 1880 Motiv z Horoušan. Vystavoval s Uměleckou besedou od r. 1881 a jejím řádným členem byl od r. 1882. V roce 1886 byla jeho krajina Hodkovičky zařazena správním výborem Umělecké besedy do slosování členských prémií. 
Okolo roku 1885 podnikl studijní cestu do Paříže a následně do Norimberka.
Zemřel v naprosté bídě nemocen tuberkulózou v pražské Všeobecné nemocnici 19. března 1889 ve věku 41 let.

## Dílo
Albín Lhota byl především krajinářem. "Landschaftsmaler" přímo uvádí ve formuláři pobytové přihlášky. V jeho poeticky pojatých krajinách se mísí vlivy domácího romantismu (např. Hrad Landštejn a Bezděz) a barbizonské krajinářské školy. V řadě obrazů menších formátů lze pozorovat i vliv Caspara Davida Friedricha, který se projevuje ve stylizovaném stromoví (např. Mokřiny), ve využívání figurální stafáže v podobě poddimenzované osamocené lidské postavy (např. Poutník zimou a Stmíváni) a v působivých světelných přechodech evokujících změnu denní doby (např. Pohled do krajiny a Krajina za soumraku). Prostorové vyváženosti dosahoval prostřednictvím promyšlené horizontální, vertikální a diagonální kompozice. Tyto vlastnosti lze pozorovat zejména u koloristicky vytříbeného obrazu Zimní tůňky. Odlišným způsobem, tj. v duchu naivního poetismu, je ztvárněna česká zima v obraze Vzpomínka na zimu. 
Dle vzpomínek známého lékaře J. Thomayera Albín Lhota podnikl cestu do Francie až v r. 1885. Atmosféra francouzské krajiny je citlivě zachycena v obraze U řeky. Francouzským vesnickým prostředím je inspirován i obraz Před stavením. Vliv barbizónské školy se výrazně projevuje v obrazech Řeka a Podzimní krajina. Plné klidu je jeho mořské pobřeží v malém obraze Záliv. 
Dobová kritika přijímala dílo Albína Lhoty pozitivně. Miroslav Tyrš v Osvětě (č. 7. z r. 1880) provádí rozbor dvou krajin Albína Lhoty vystavených na Žofíně a konstatuje, že "nadání upříti nelze". Renáta Tyršová v článku "Rozhledy v umění výtvarném" (Osvěta 1885, str. 265) kladně hodnotí jeho krajiny Motiv z Horoušan a Vchod do vesnice.
V r. 1891 byl posmrtně zastoupen na Jubilejní zemské výstavě v Praze. Na výstavě "50 let Umělecké besedy" v r. 1913 byla vystavena jeho kresba uhlem Po Bílé Hoře. Větší soubor krajinek Albína Lhoty se nacházel ve sbírce sběratele a mecenáše Alexandra Brandejse. 
Albín Lhota byl zastoupen na řadě reprezentativních výstav českého krajinářství 19. století, např. „České umění 19. století ze sbírek Národní galerie a Pražského hradu“ (Jízdárna Pražského hradu, 1950) a „Má vlast: Pocta české krajinomalbě“ (Jízdárna Pražského hradu, 2015). 
Rabasova galerie v Rakovníku uspořádala společnou výstavu Albína Lhoty a jeho slavnějšího strýce v roce 1996. Vystaveno bylo pět menších nedatovaných krajin z rakovnické rodinné pozůstalosti, které jsou v majetku galerie (např. Podzim, Zimní krajina, Rybník a Horský potok). Reprezentativní soubor prací Albína Lhoty se nacházel ve sbírce básníka Adolfa Heyduka, která byla odkázána Prácheňskému muzeu v Písku (např. Partie ze vsi, Potok po bouři, Cesta, Louka s potokem a Krajina s borovicemi).

## Galerie

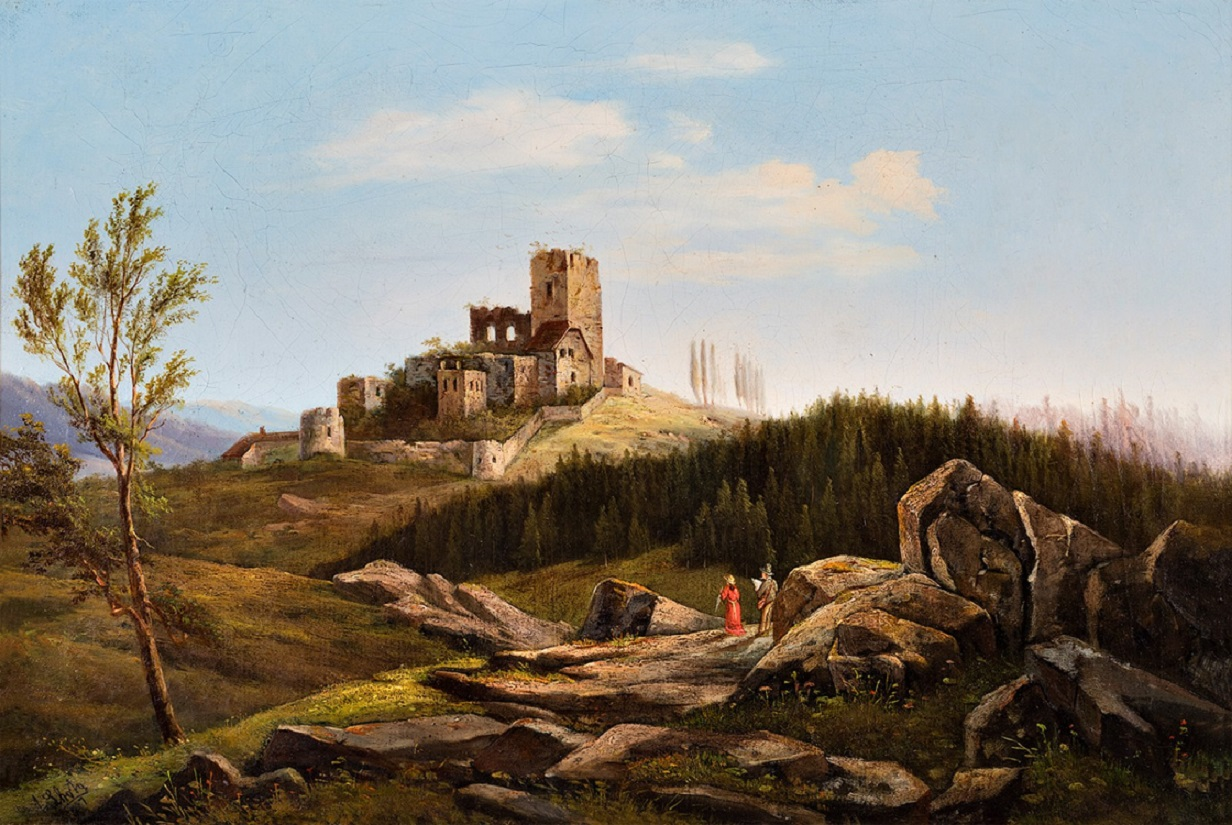
Albín Lhota Hrad Landštejn
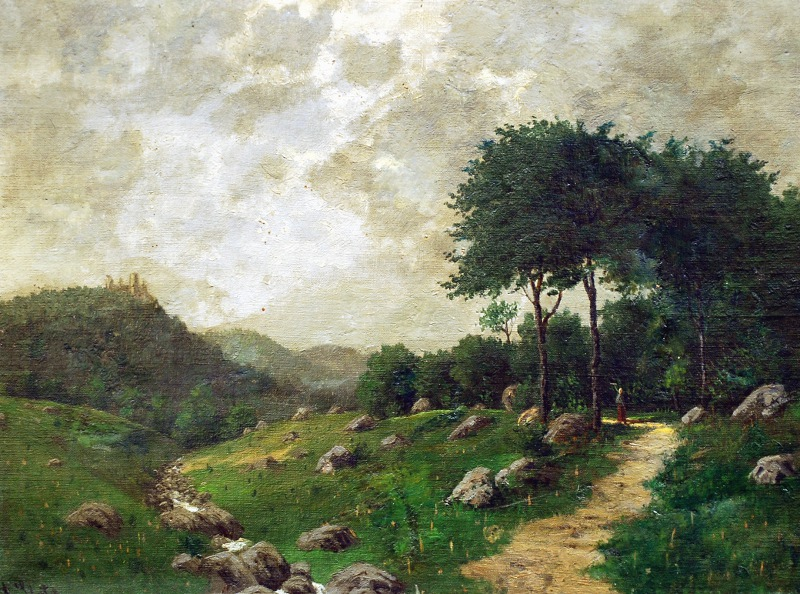
Albín Lhota Bezděz
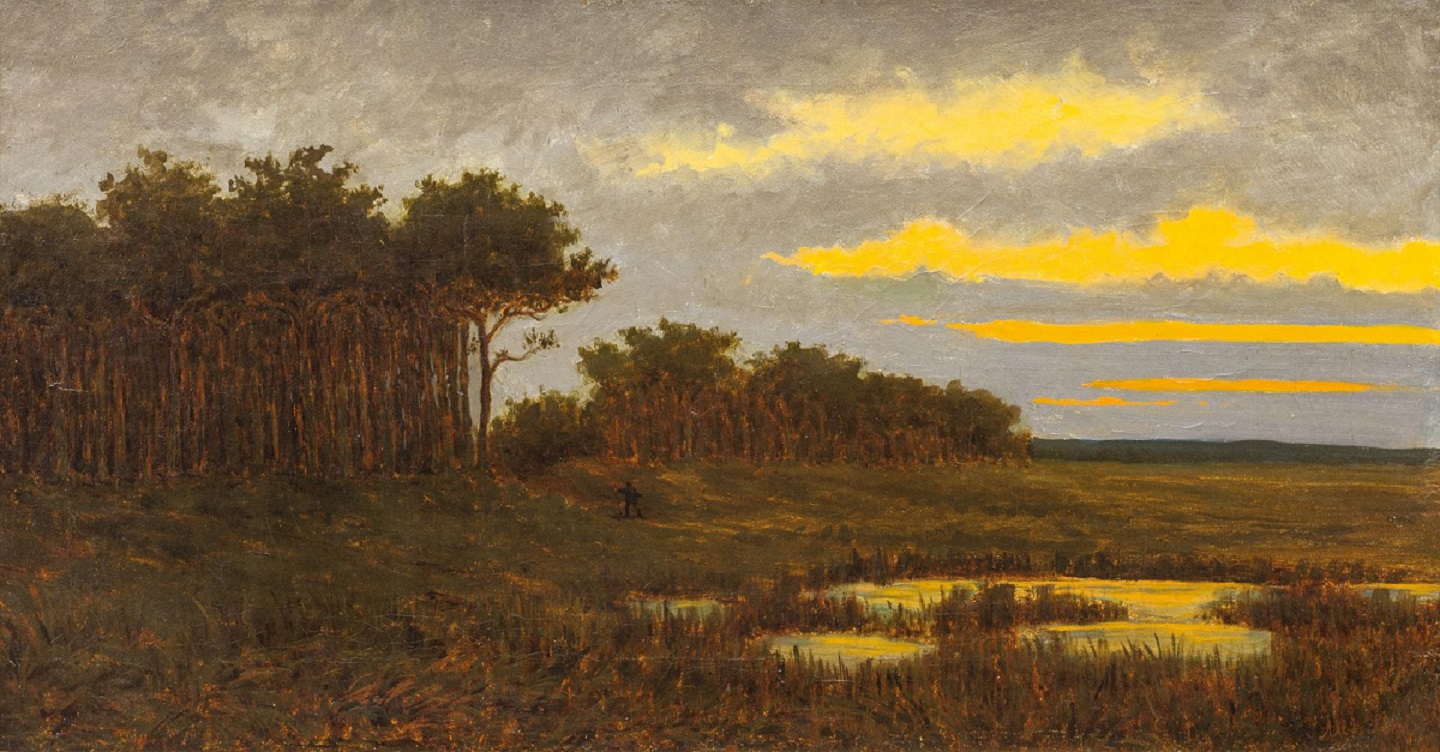
Albín Lhota Stmívání
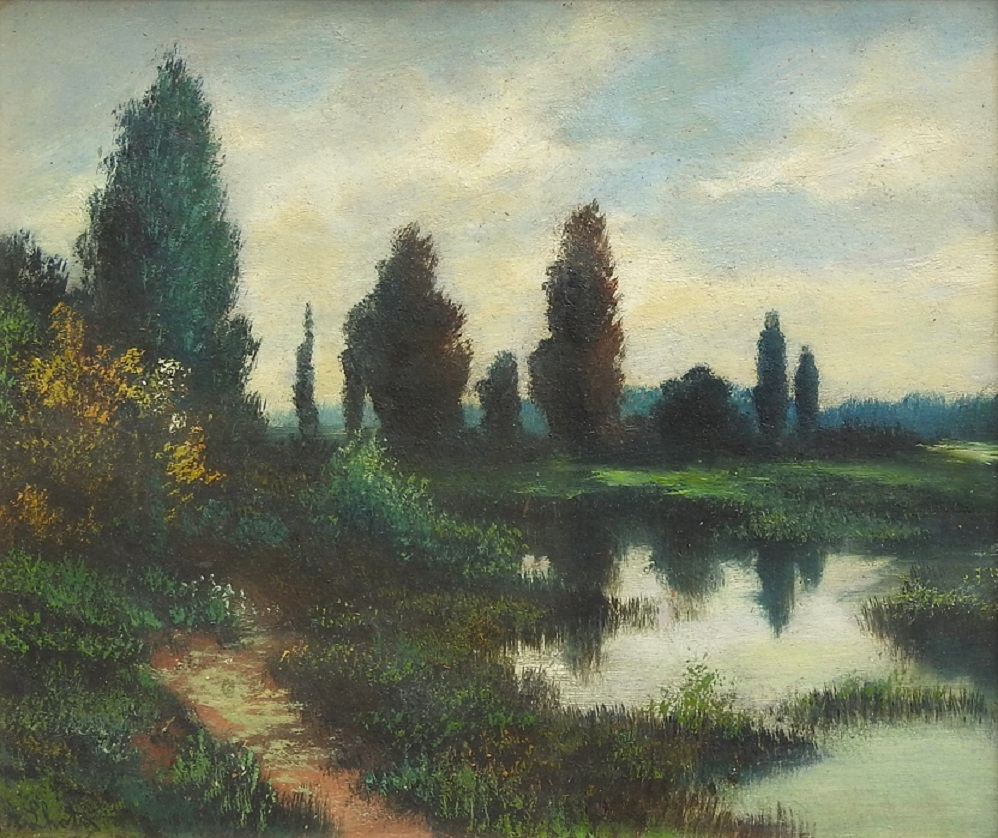
Albín Lhota Mokřina
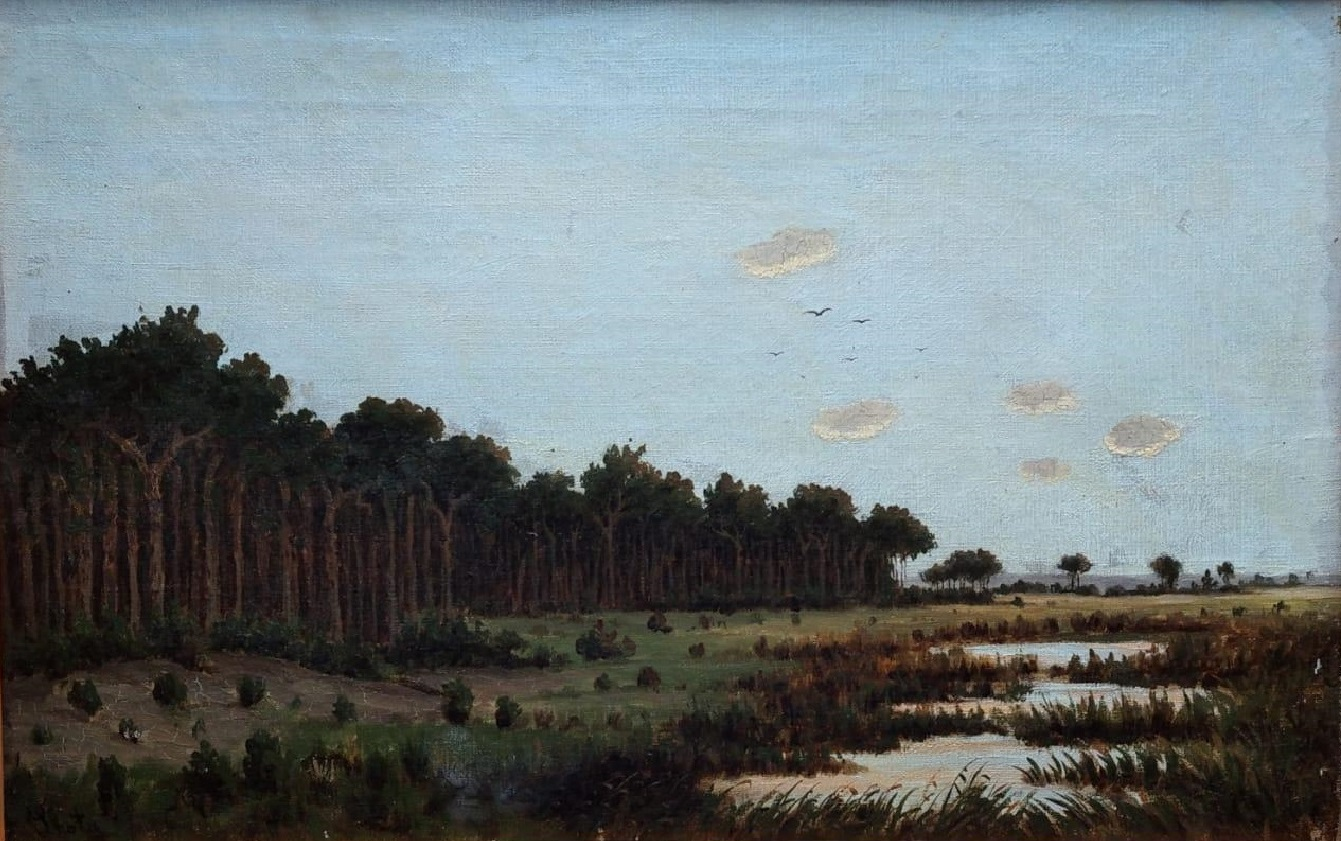
Albín Lhota Mokřiny
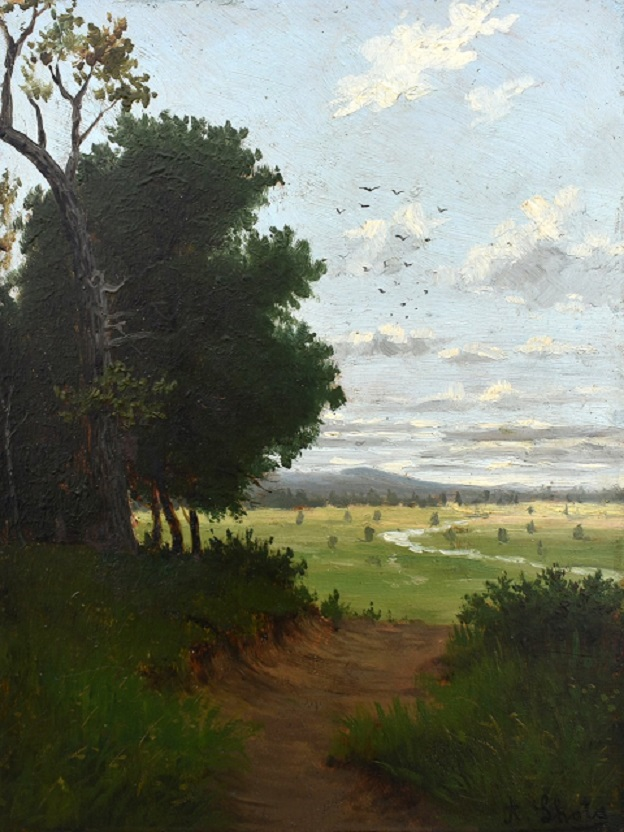
Albín Lhota Pohled do krajiny
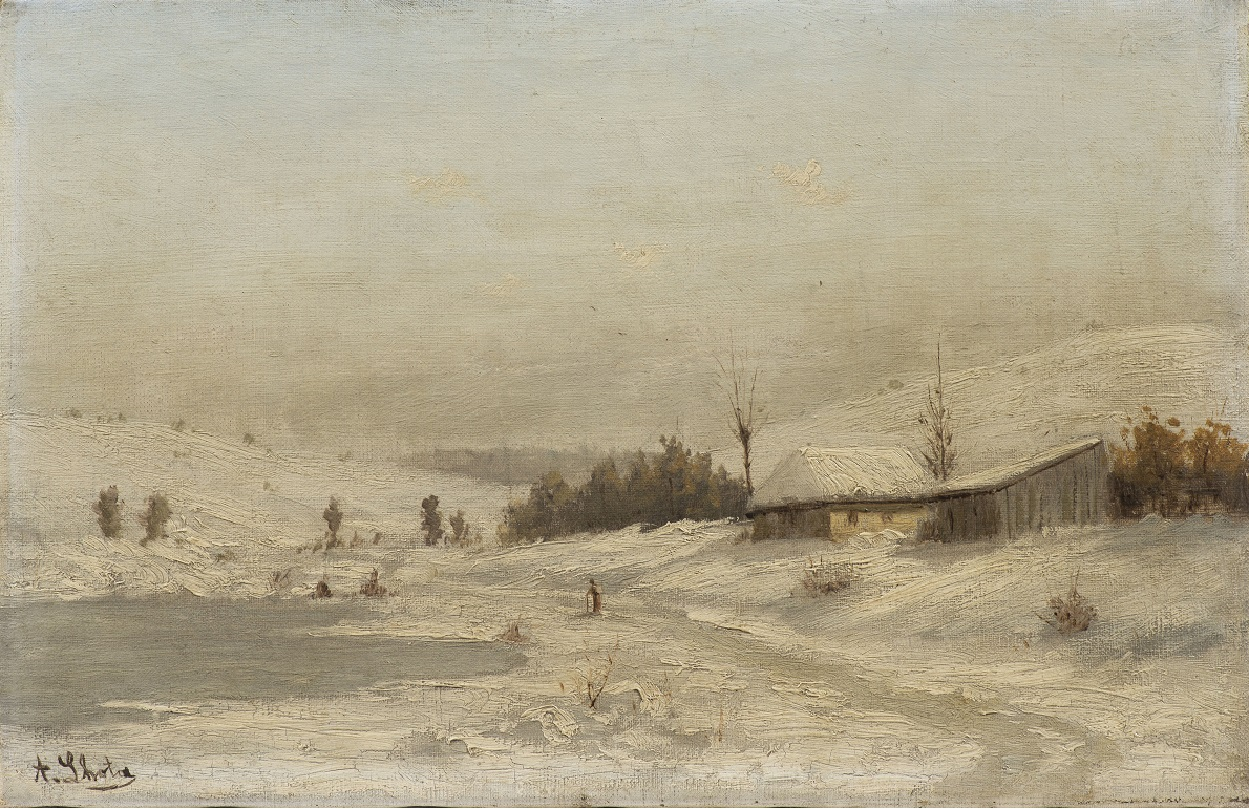
Albín Lhota Poutník zimou
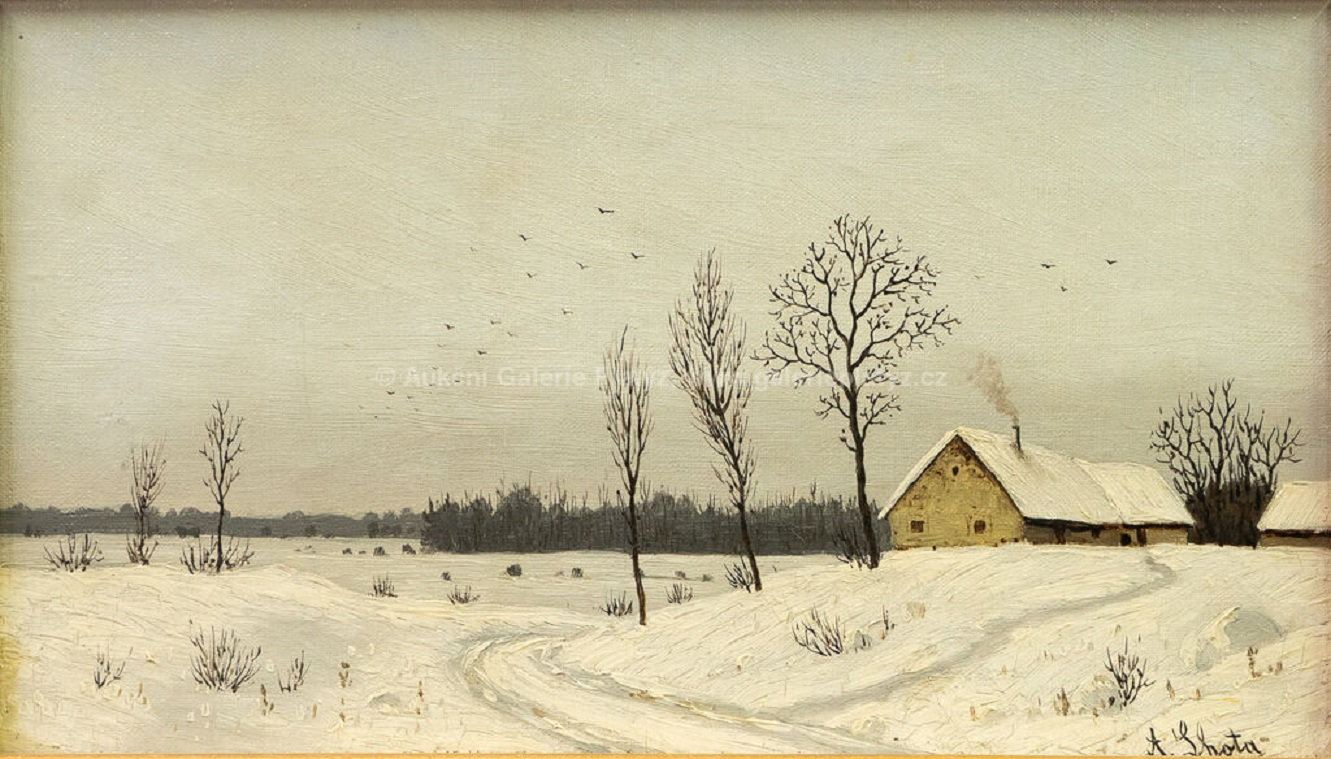
Albín Lhota Vzpomínka na zimu
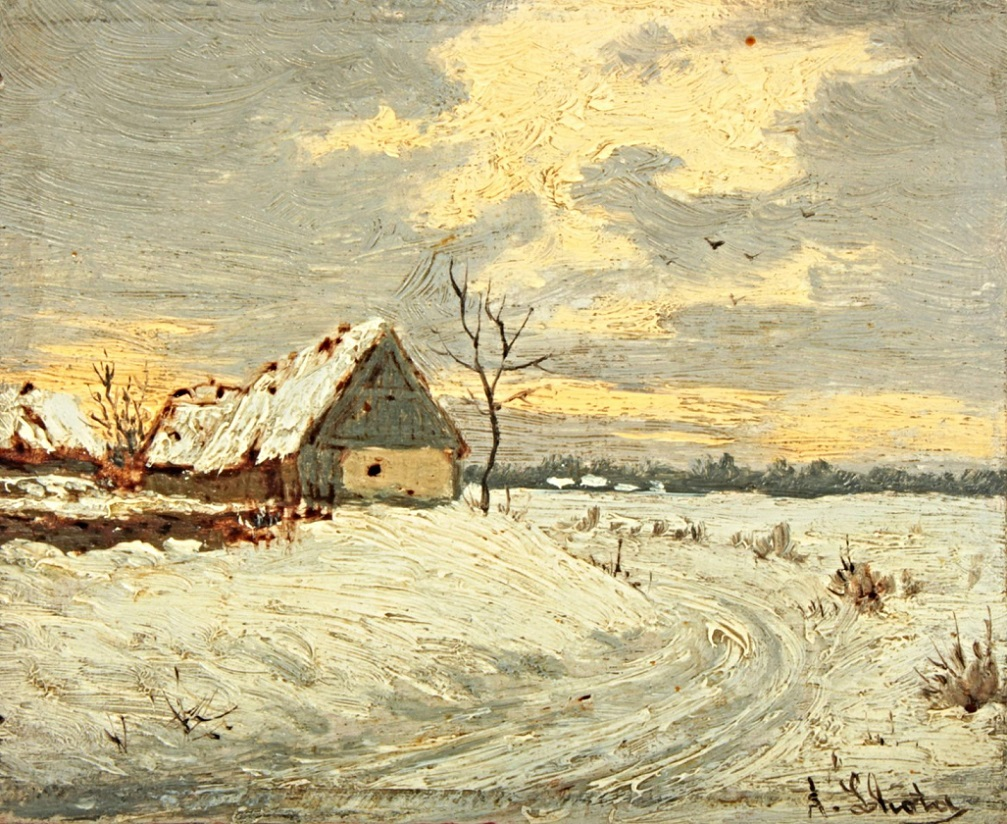
Albín Lhota Zimní nálada
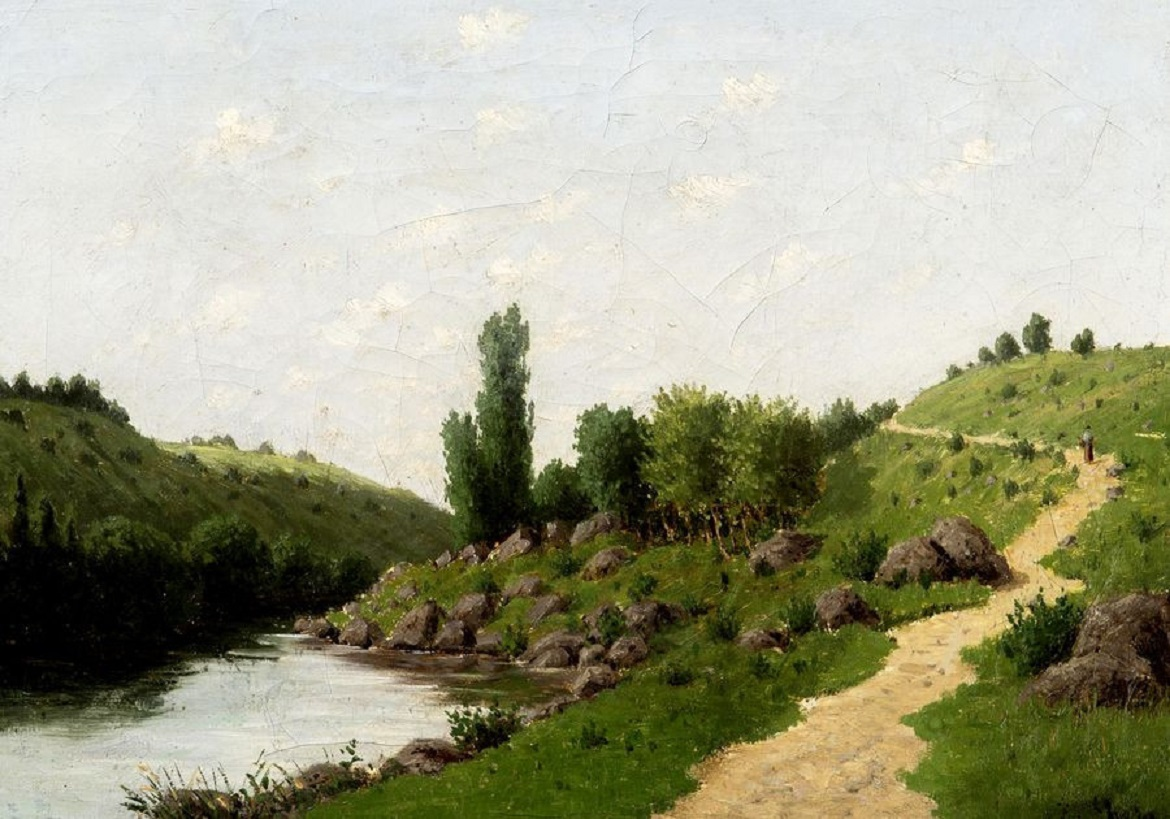
Albín Lhota Krajina s řekou
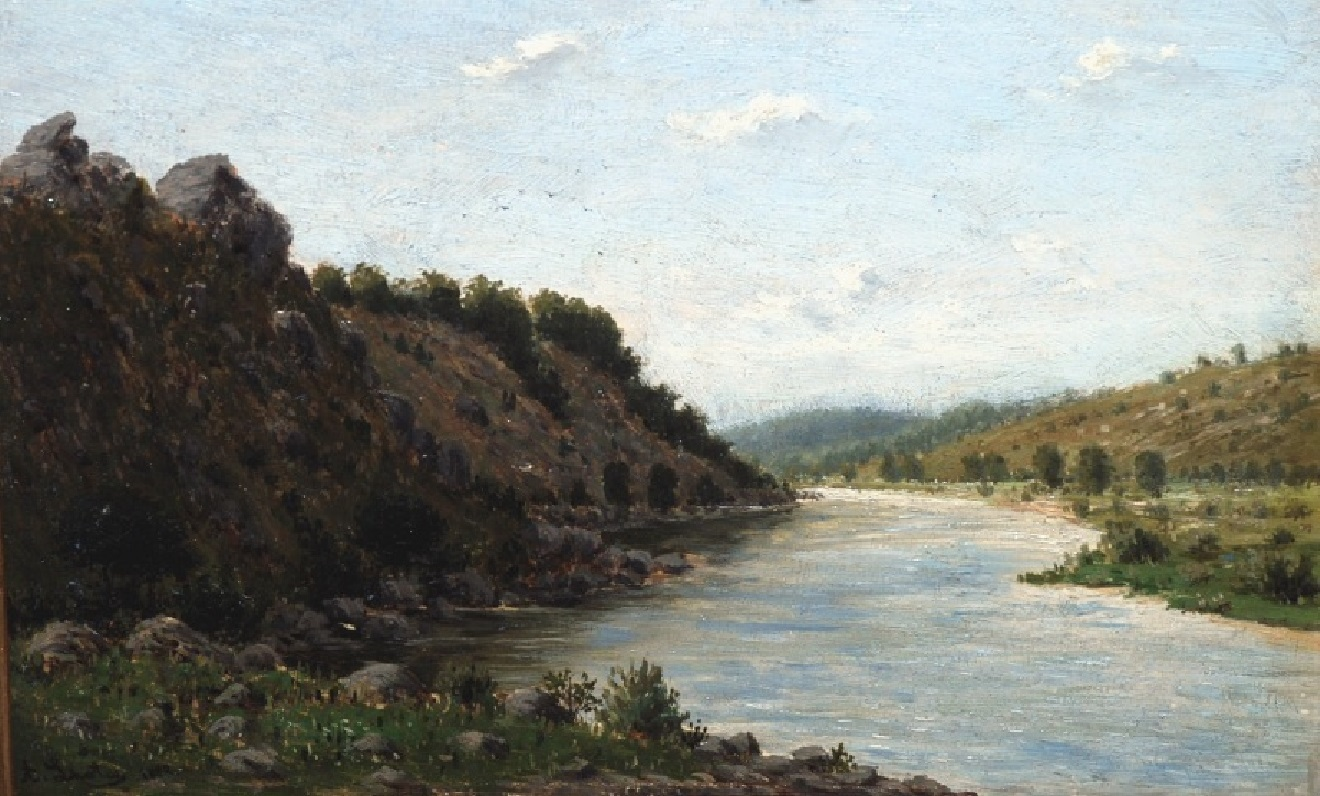
Albín Lhota Řeka
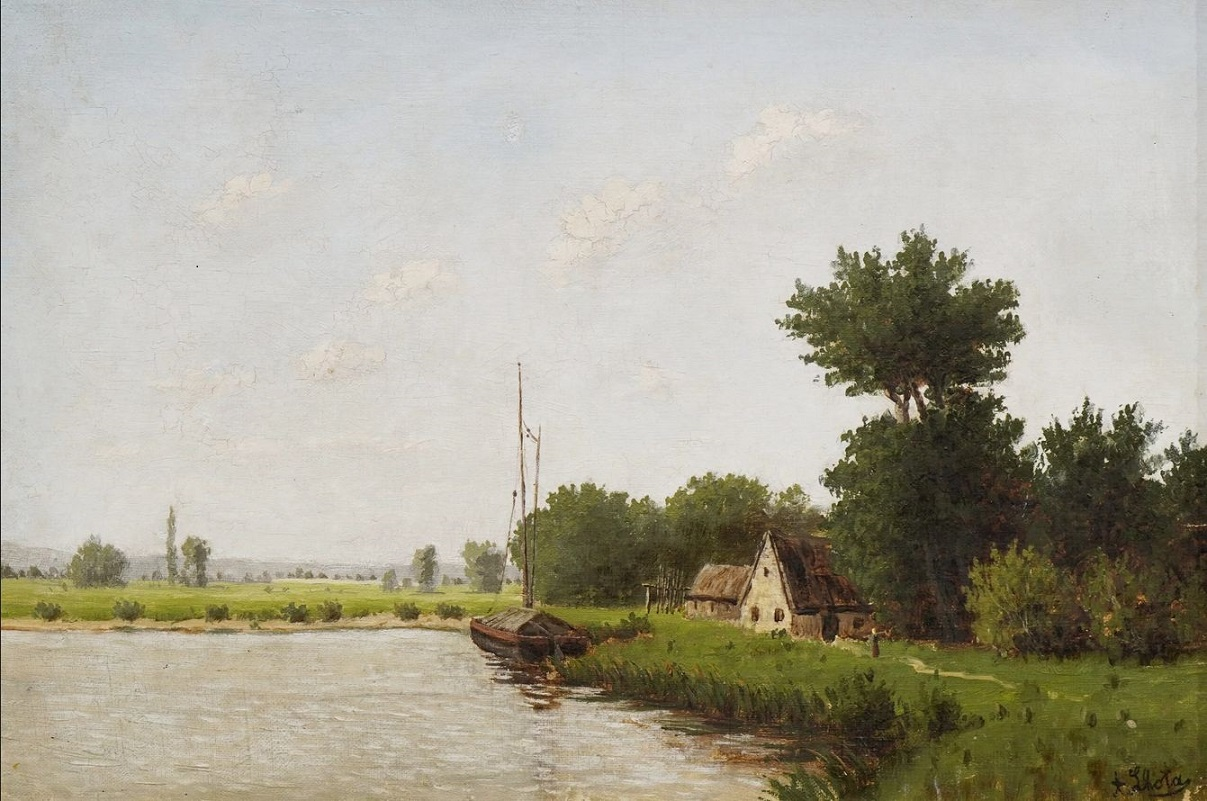
Albín Lhota U řeky (krajina z Francie)
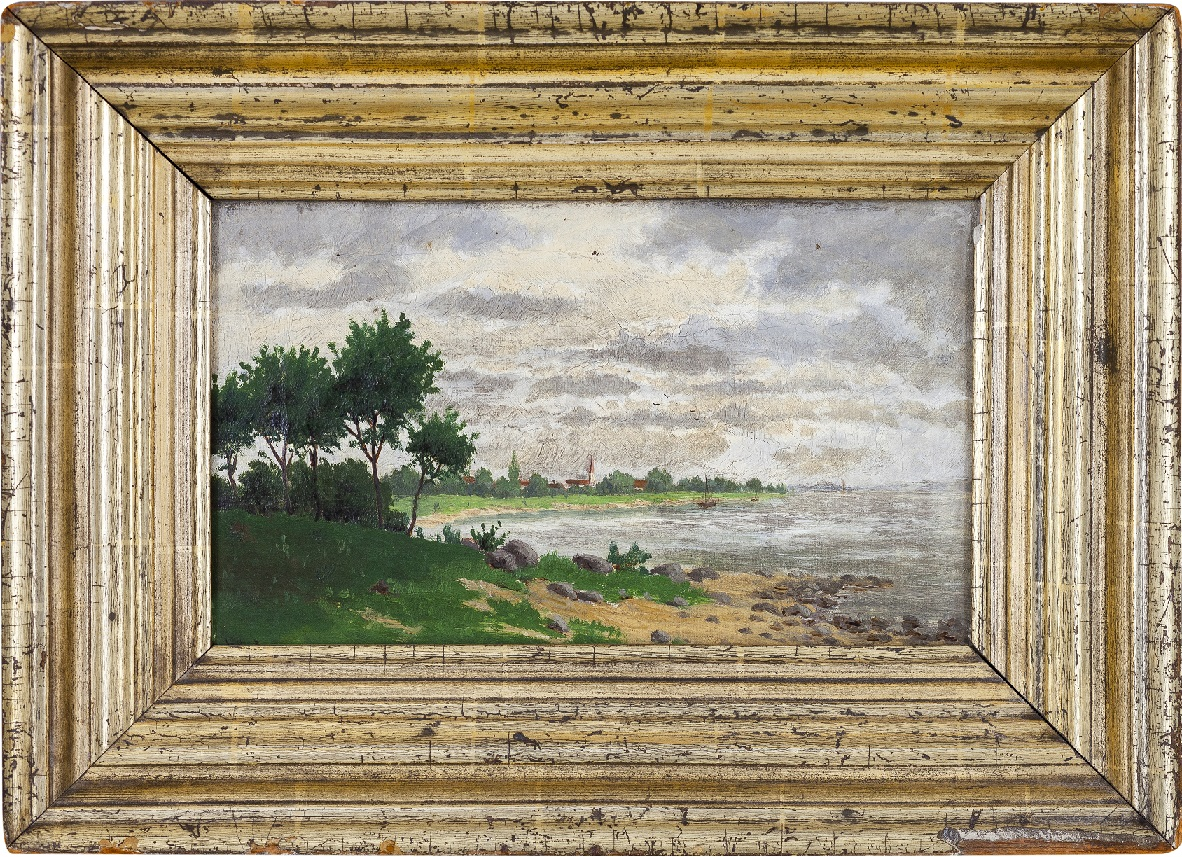
Albín Lhota Záliv
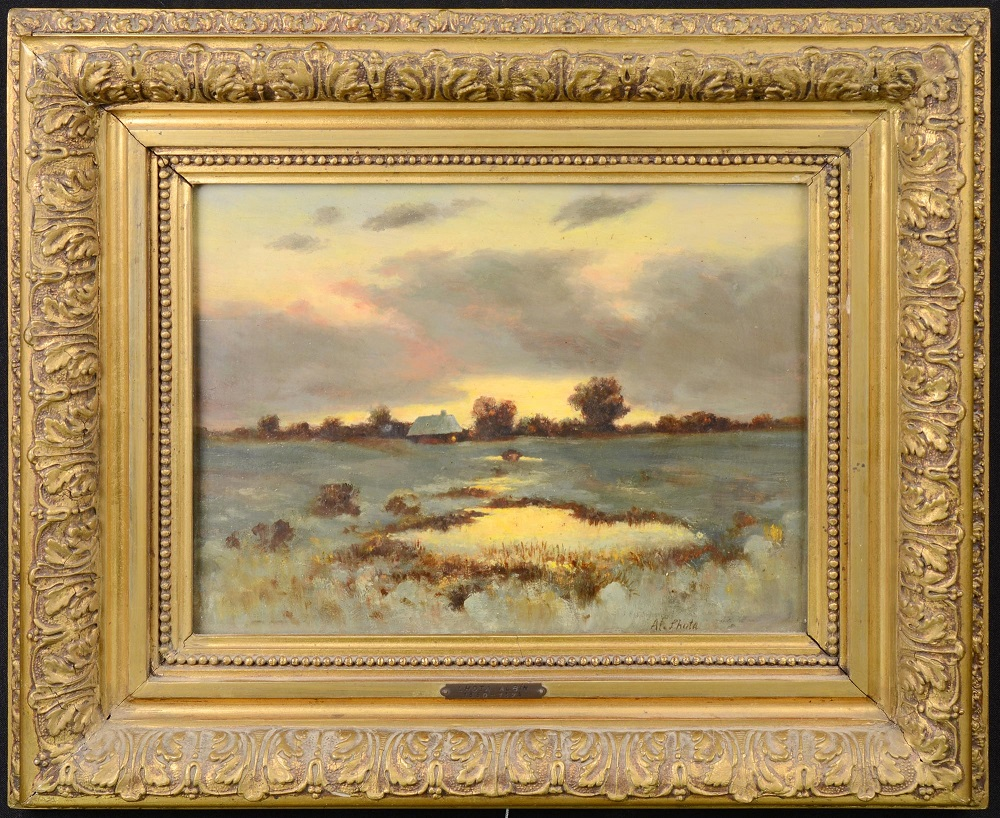
Albín Lhota Zimní tůňka
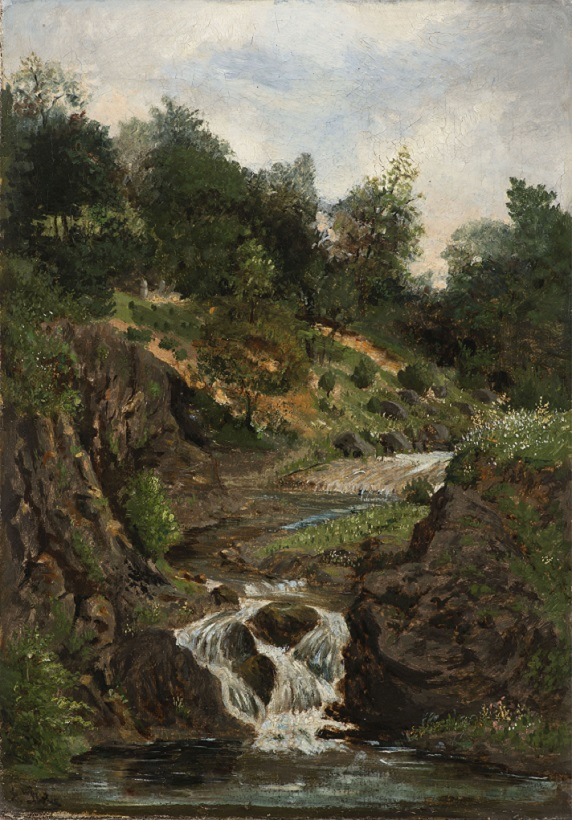
Albín Lhota Vodopád
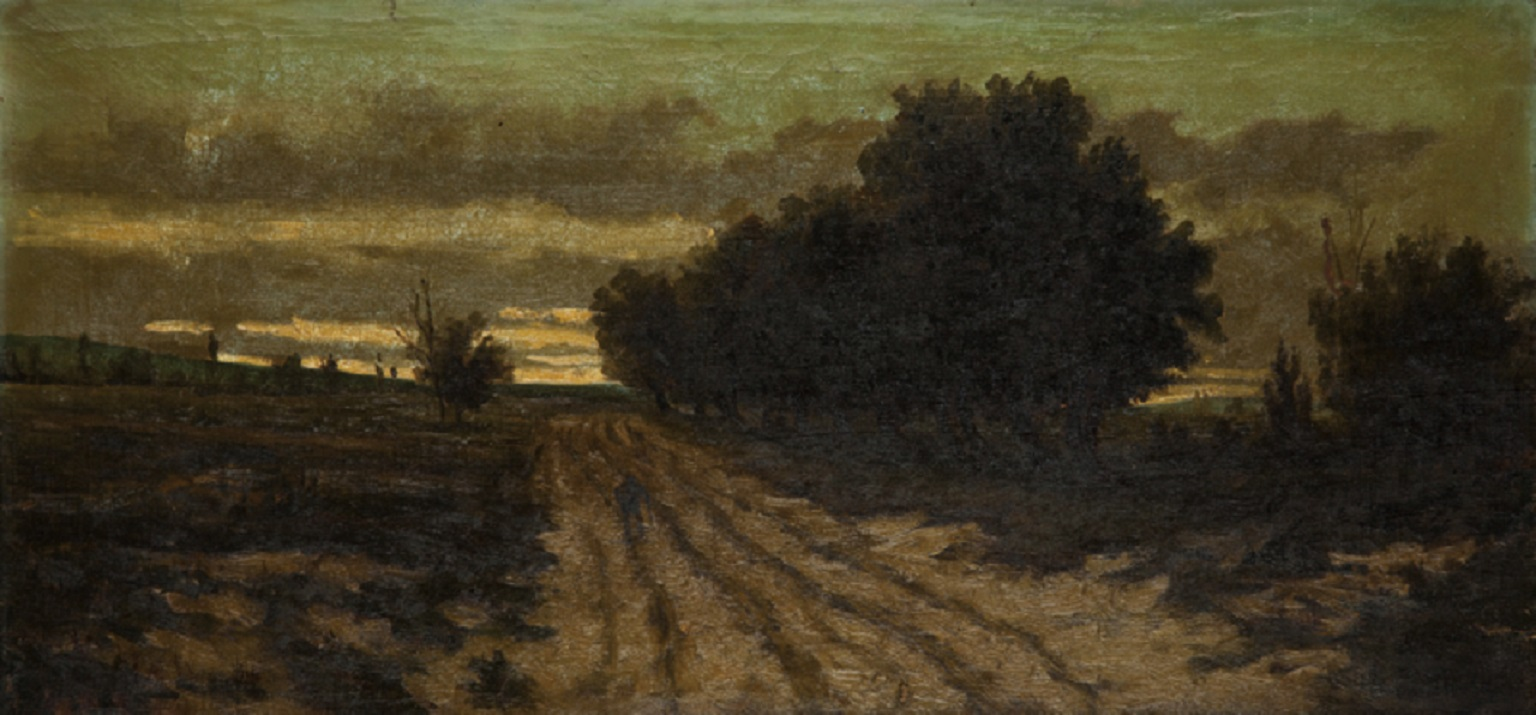
Albín Lhota Krajina za soumraku
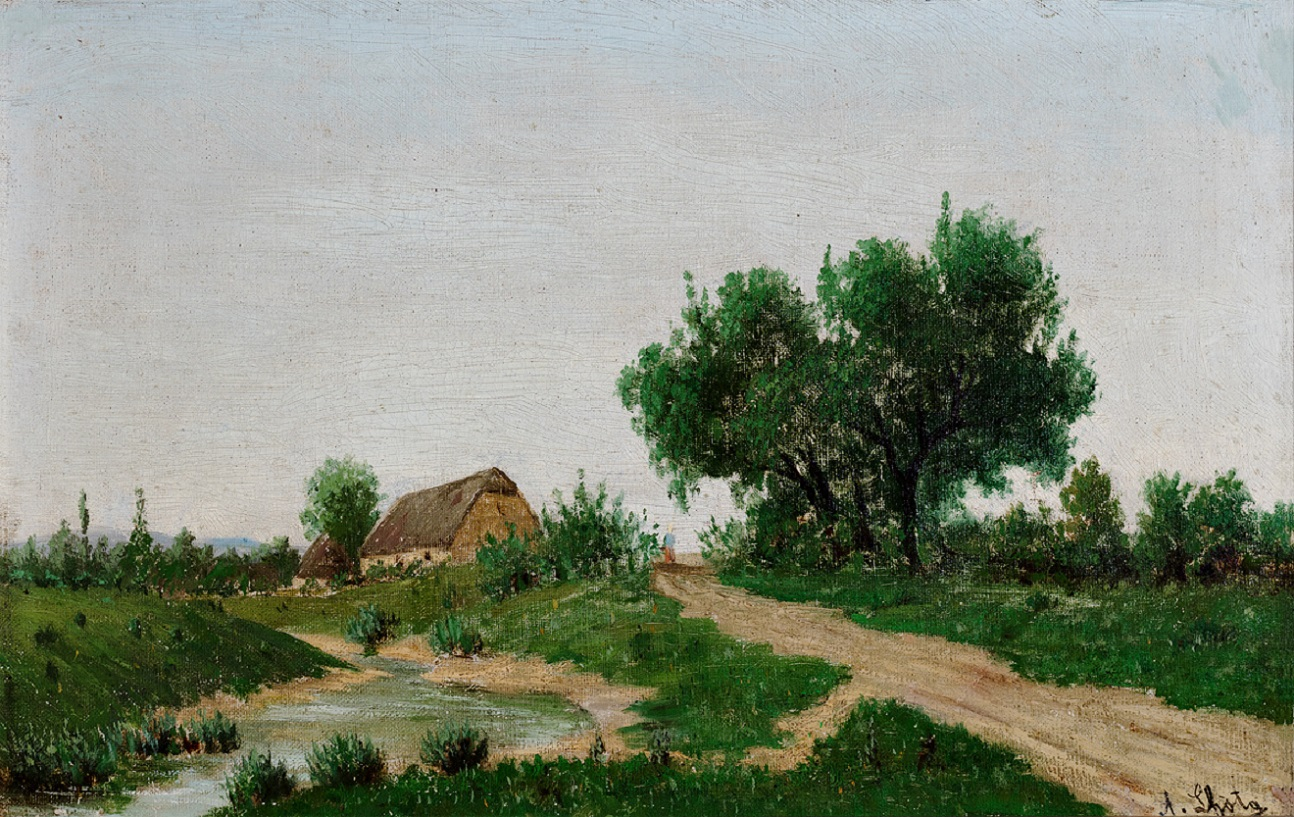
Albín Lhota Cesta ke stavení
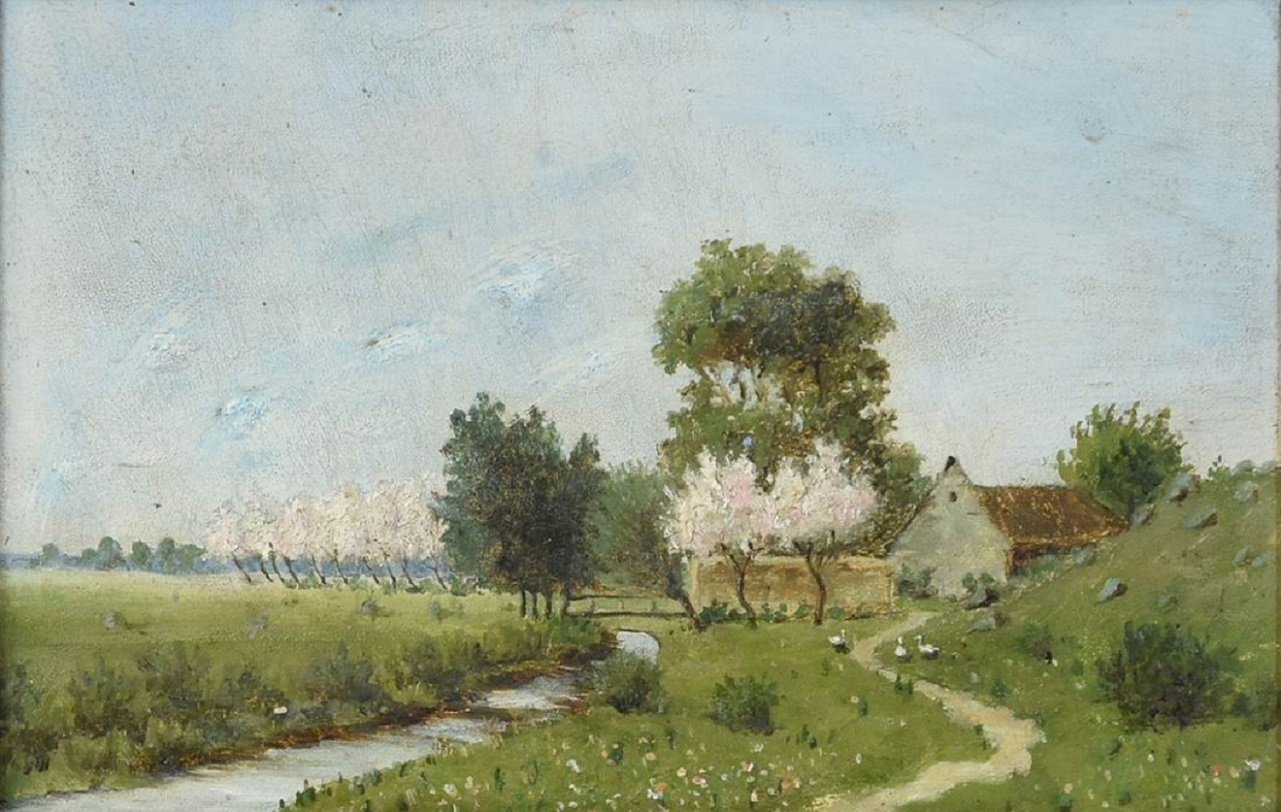
Albín Lhota Stavení u potoka
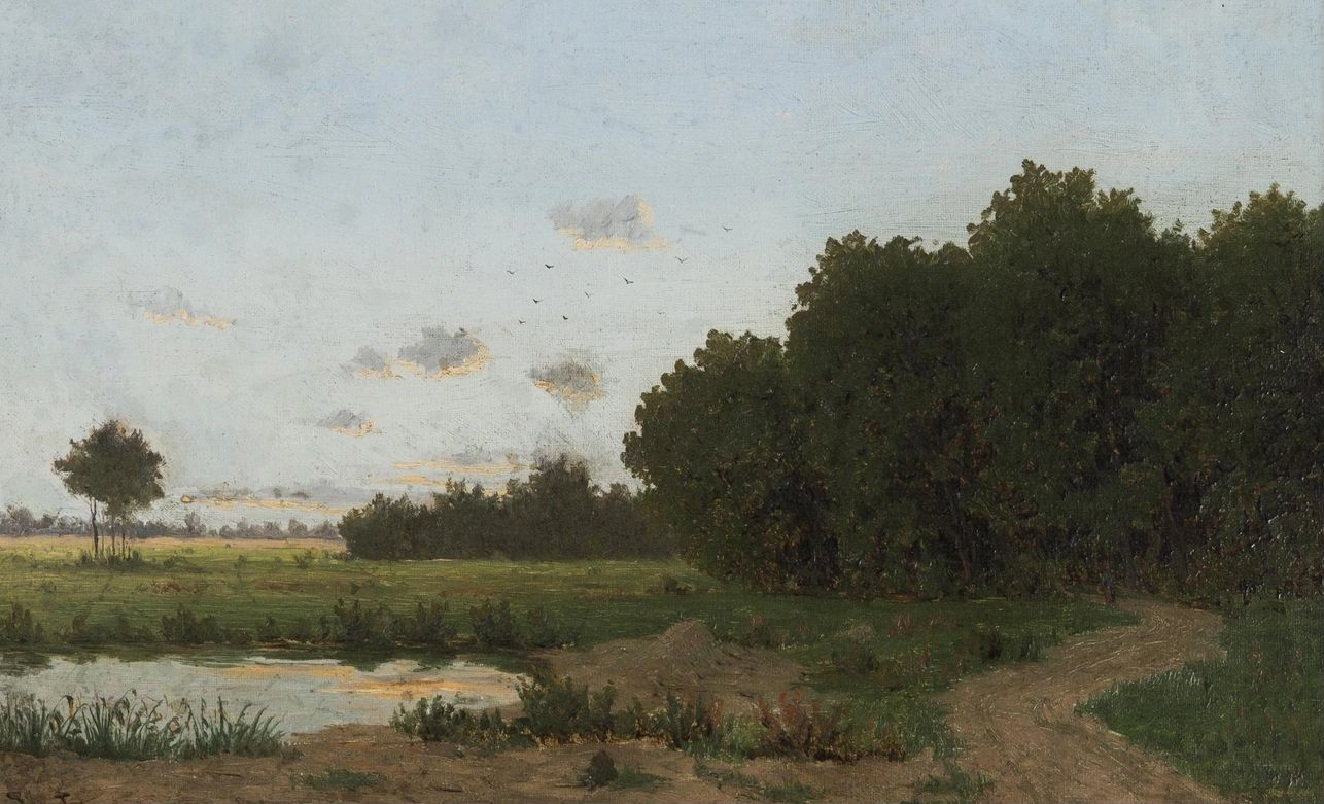
Albín Lhota Podvečerní krajina s rybníkem
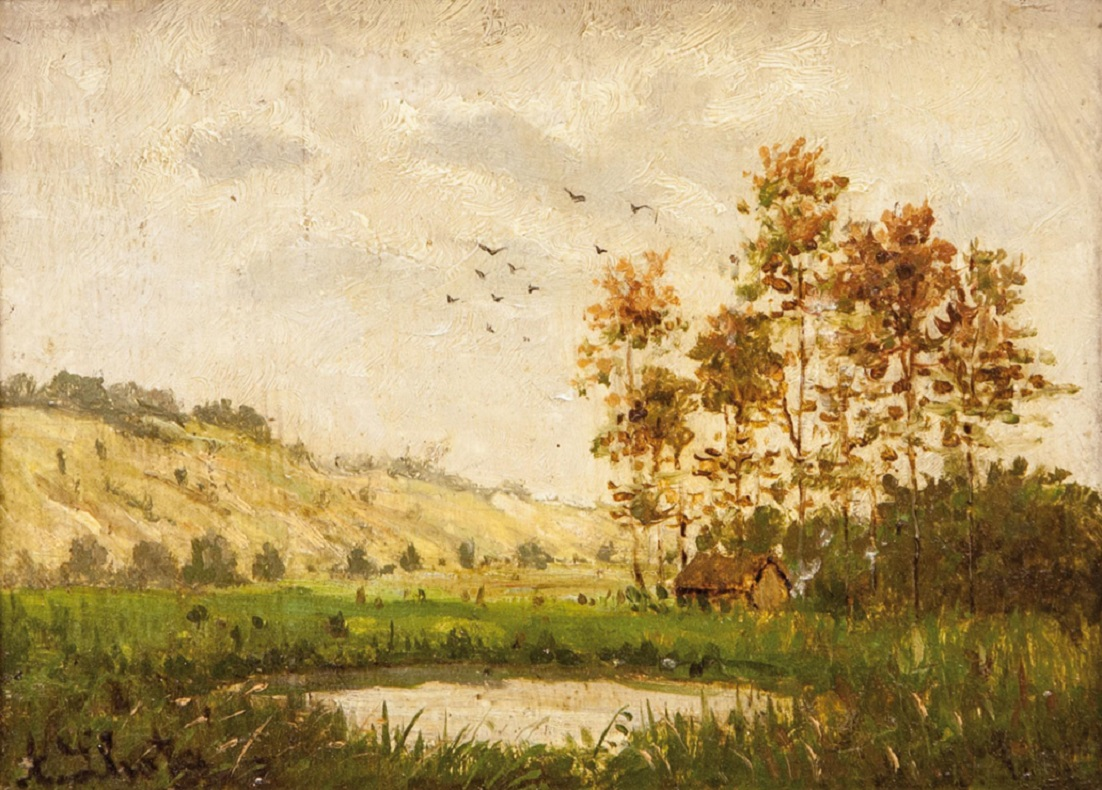
Albín Lhota U rybníčka
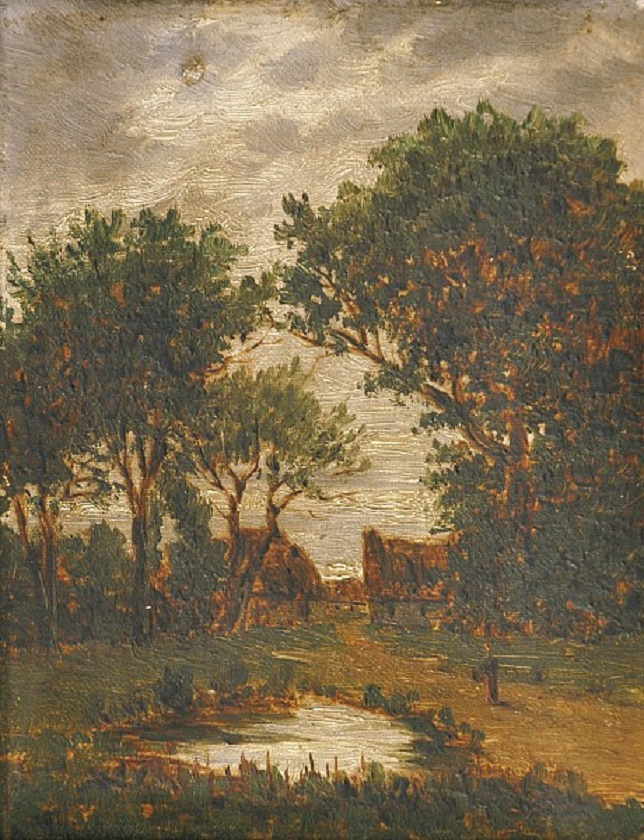
Albín Lhota Noční rybník
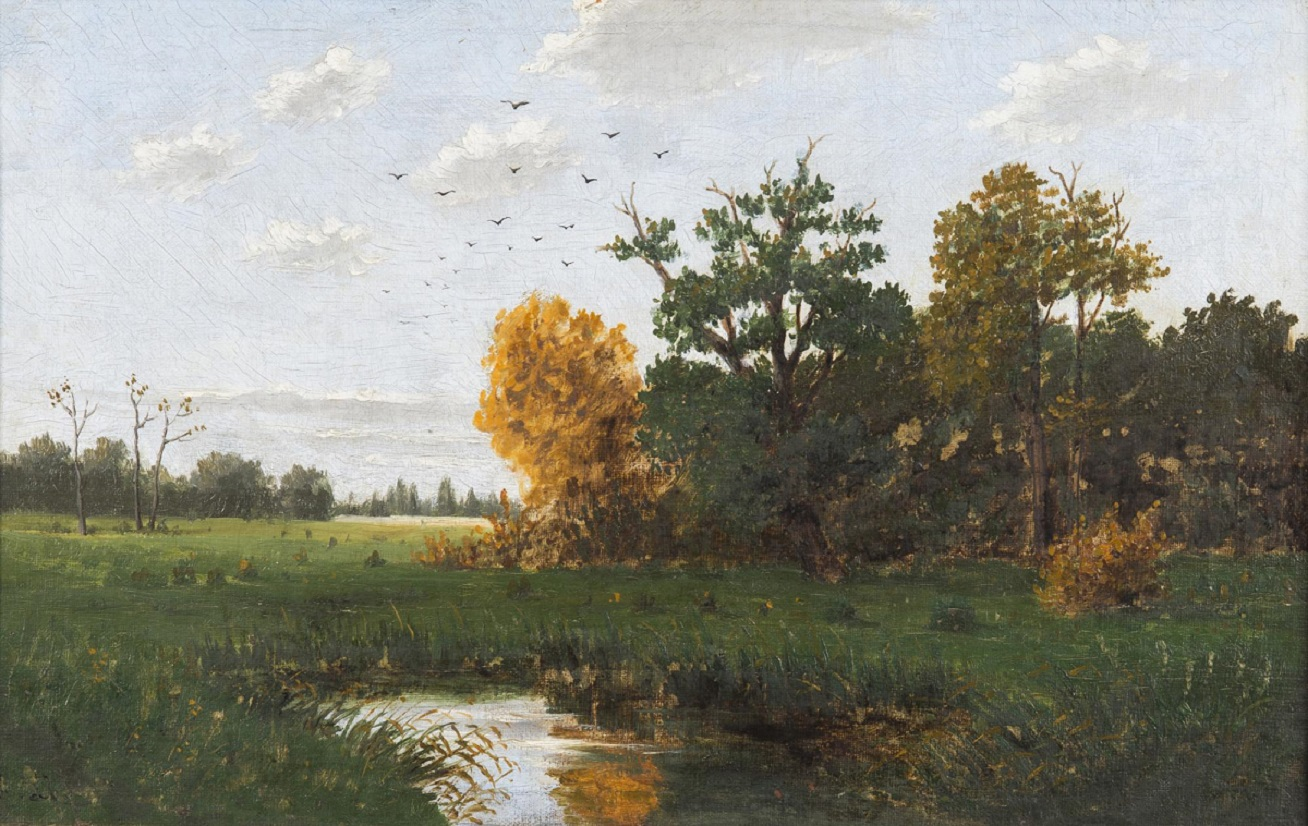
Albín Lhota Podzimní krajina
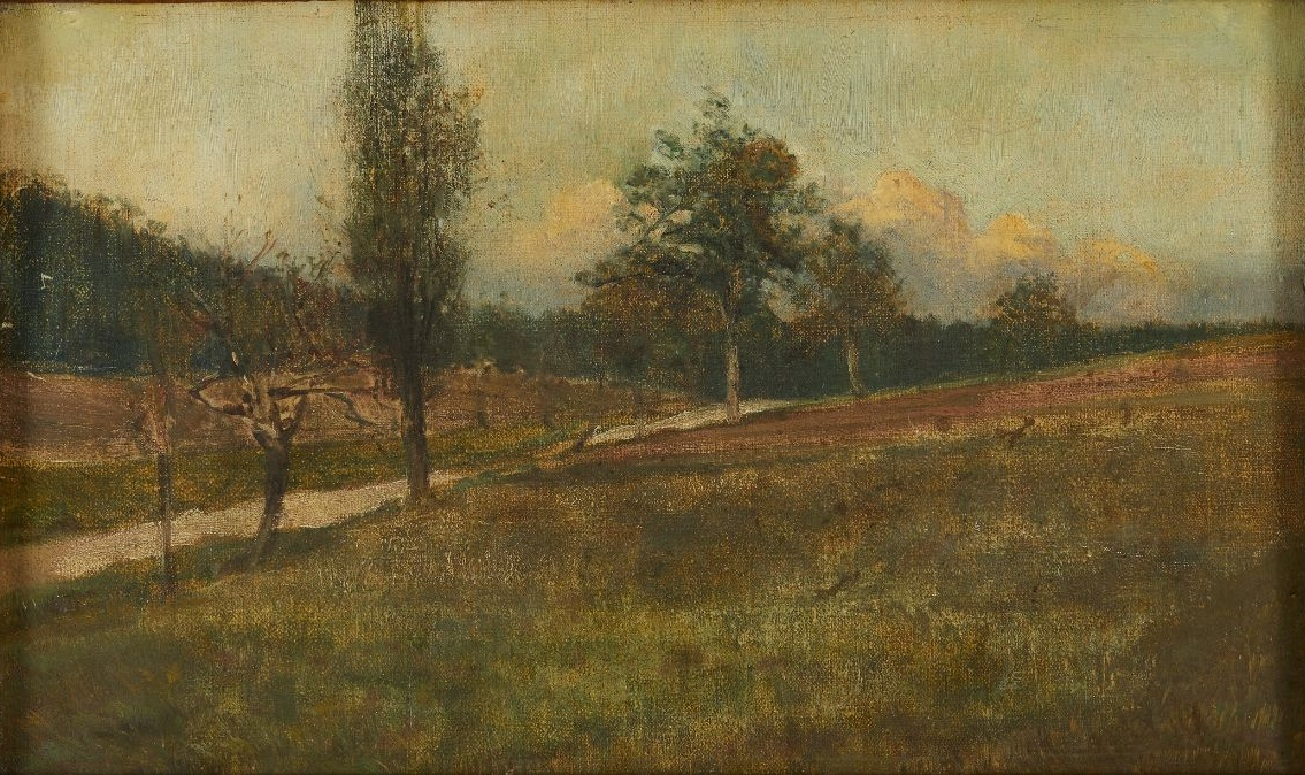
Albín Lhota Cesta
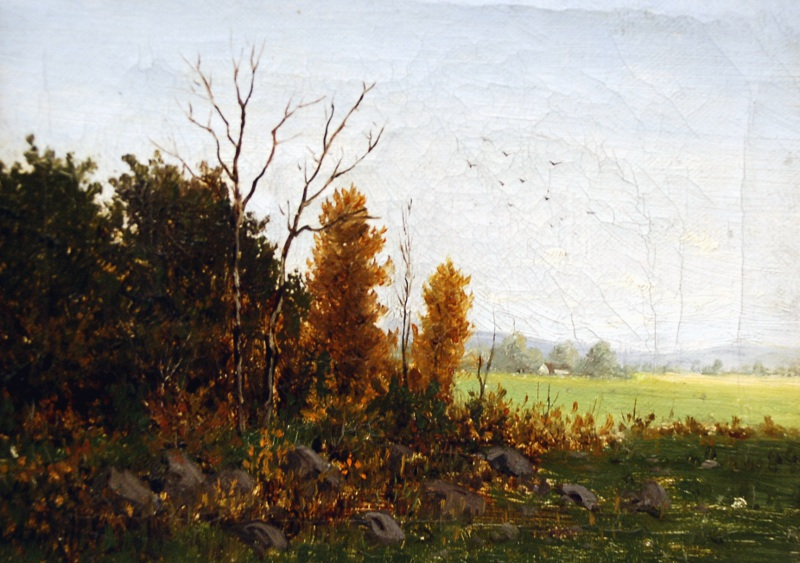
Albín Lhota Na kraji lesa
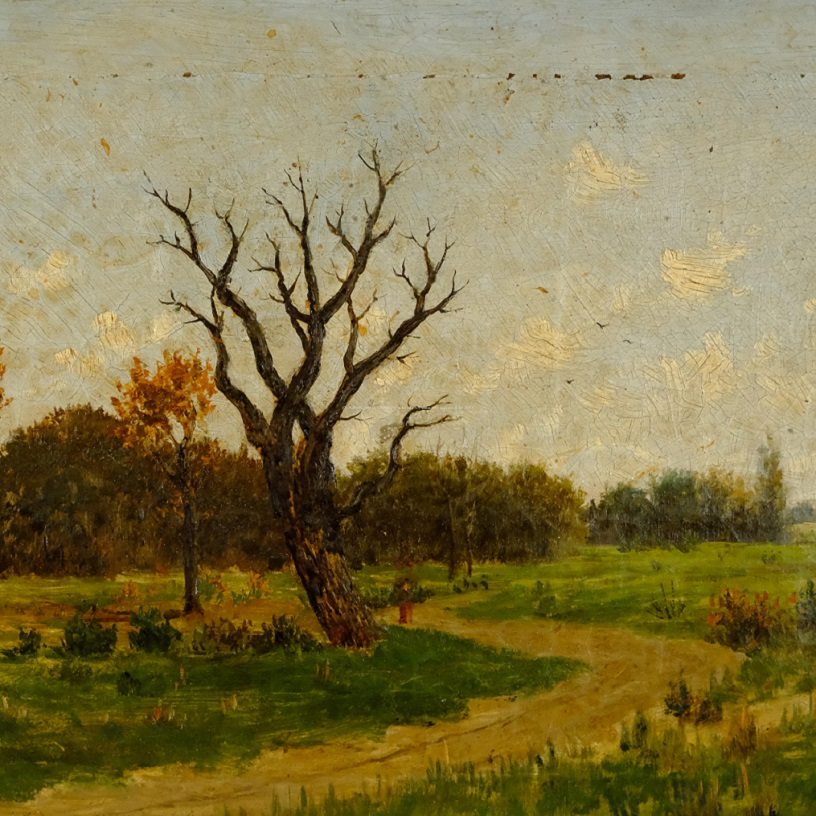
Albín Lhota Osamělý strom
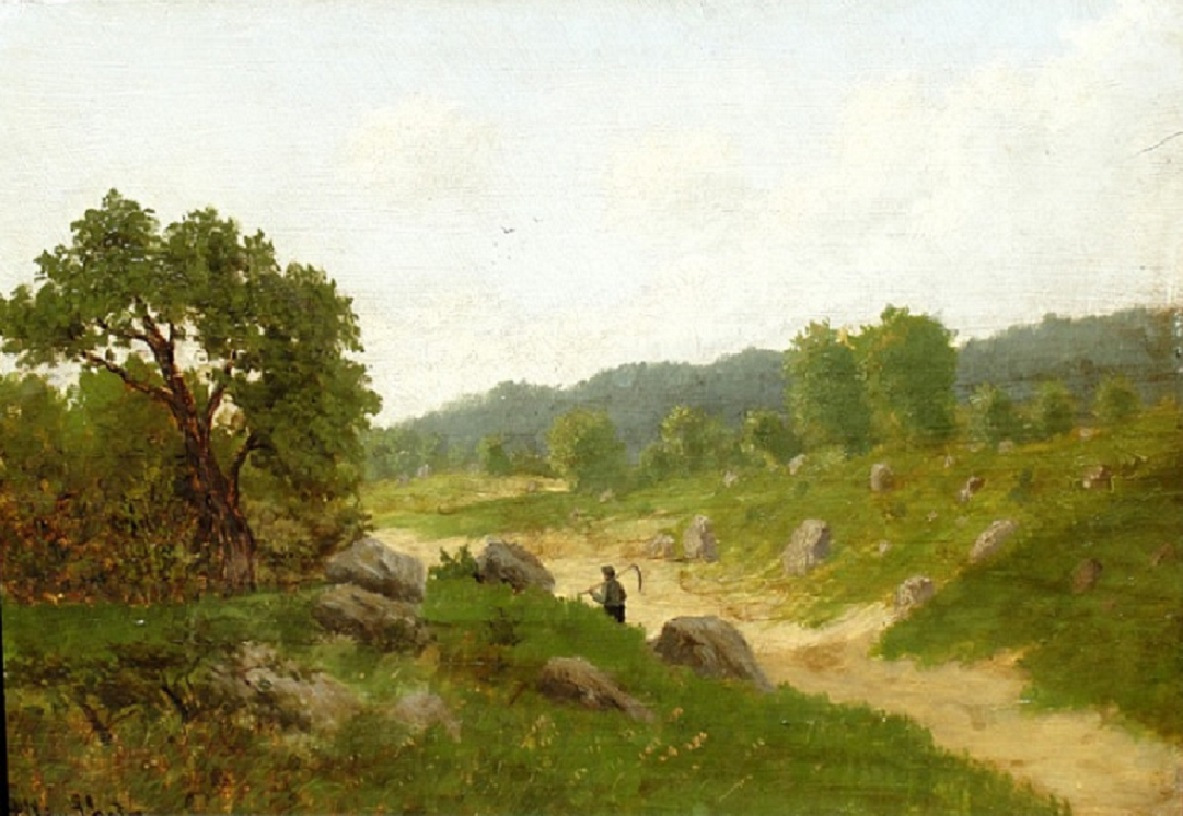
Albín Lhota Cestou z pole
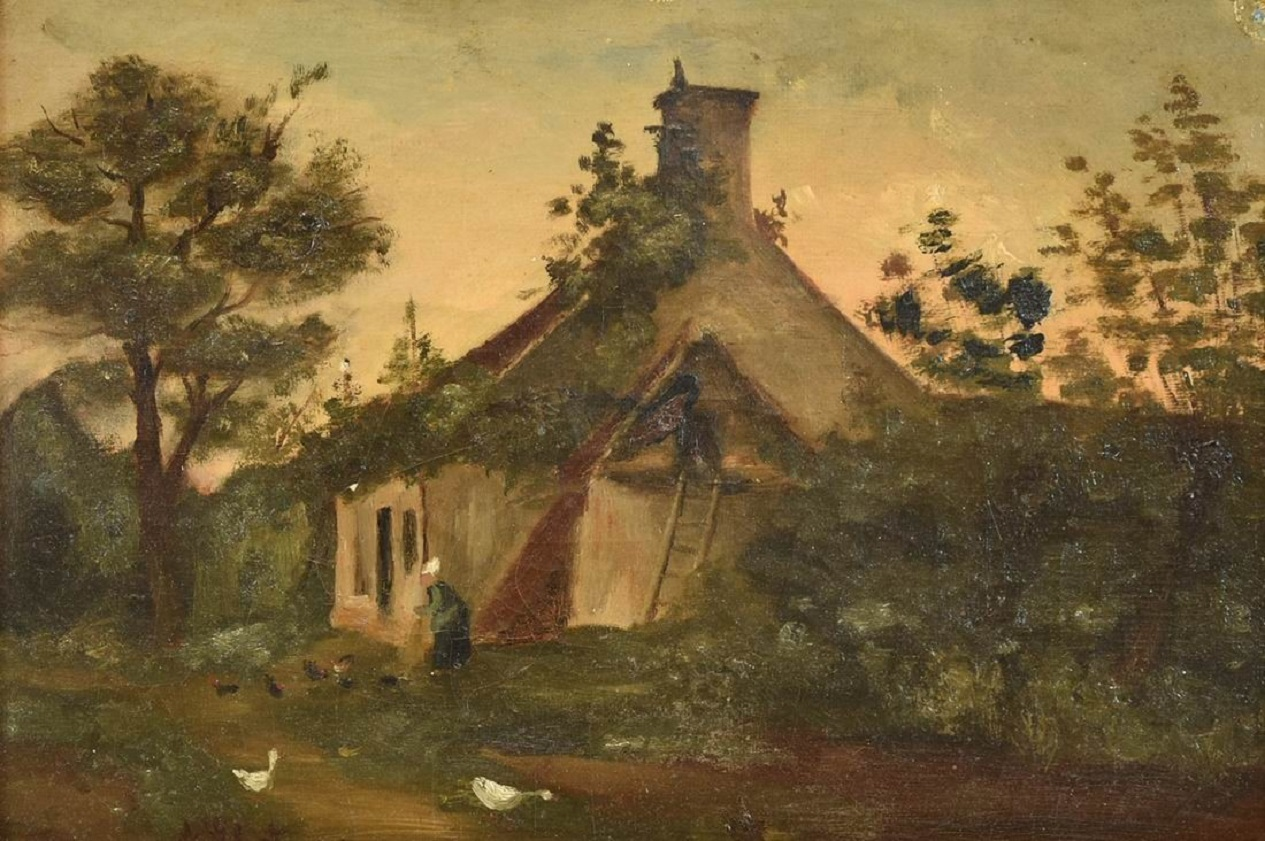
Albín Lhota Před stavením (1885)